# ドイツ民謡による変奏曲 (ショパン)
フレデリック・ショパンのドイツ民謡による変奏曲（ドイツみんようによるへんそうきょく、Variations sur un air national allemand）ホ長調（作品番号なし）は1826年もしくは1827年作のピアノ独奏作品。没後の1851年に遺作としてトビアス・ハスリンガーにより出版された。自筆譜は現存するが、作曲年が記入されていないため詳細は不明確である。
変奏曲作品はロンド作品（ロンド・ア・ラ・マズール）と同様に、作者の自由な和声・形式にとらわれない柔軟さと相容れないものであり、少年期の他1作（華麗なる変奏曲）以外には筆を止めている（この他に、連弾用の作品が1曲残されている）。
後年、子守歌を作曲しているが、本来変奏曲として出版しようとしているのにその題名を避ける結果になっている。結局バラード第4番などの斬新な形式作品に変奏曲形式を取り込む形で収束している。

## 楽曲
冒頭はア・カプリッチョ、ホ長調のきらびやかなアルペジョ。簡単ながら素朴純粋な序奏である。
- アンダンティーノの主題はE-Gis-H-H-H-H-H-Gis-Gis-Fis-Eの伸びやかなもの。2分の2拍子。「スイスの少年(Der Schweizerbub)」という民謡である。冒頭に"semplice senza ornamenti"（「単純に、飾り気なく」）という指示がある。
- 第1変奏（elegantamente）は右手三連符のアルペジョ。
- 第2変奏（スケルツァンド）は左手の広い伴奏音型。
- 第3変奏（tranquillamente）は左手の16部音符の伴奏。
- 第4変奏はホ短調に転じる。アッタッカで第5変奏へ続く。
- 第5変奏はとくに指定はないが、Tempo di Valse、4分の3拍子による優雅な舞曲。聴衆受けをねらって華やかで冗長でさえある締めくくり。